# Matías Jesús Almeyda
Matías Almeyda (Azul, Buenos Aires, 21 de desembre de 1973) és un futbolista argentí ja retirat que jugava com a migcampista. Posteriorment ha fet d'entrenador de futbol.

## Trajectòria
Almeyda va debutar en la primera divisió argentina amb el River Plate el 1991. En els cinc anys que va romandre al club de Buenos Aires va guanyar l'Apertura de 1993, 1994 i 1996 i la Libertadores de 1996. Eixe estiu fitxa pel Sevilla FC, de la lliga espanyola, amb el qual perd la categoria i baixa a Segona Divisió.
El 1997 passa al Calcio italià, a les files de la SS Lazio. Seria el millor moment de la seua carrera. Amb la Lazio va guanyar l'Scudetto de la temporada 99/00, la Copa italiana al 99 i el 2000, la Copa de la UEFA el 1999, així com una Supercopa italiana i una Supercopa europea. Individualment va destacar com el millor jugador de la Sèrie A 98/99.
Posteriorment, seguiria a Itàlia militant al Parma, l'Inter de Milà i el Brescia, abans de tornar al seu país el 2005, al Quilmes AC, on es retiraria el 2005.
El 2007 va tornar a posar-se les botes i va fitxar pel Lyn, de la primera divisió de Noruega. Amb els d'Oslo només va jugar dos partits de lliga, però va ser present a partits de Copa i de l'equip reserva. Als dos mesos, al maig, va concloure el contracte.

## Selecció
Almeyda va ser 39 vegades internacional amb la selecció de futbol de l'Argentina, marcant un gol. Va participar en els Mundials de França 1998 i Corea-Japó 2002.
Amb la selecció olímpica va guanyar la medalla d'or als Jocs Olímpics d'Atlanta 1996.